# RTL9
RTL9 (ursprünglich Télé Luxembourg) ist ein französischsprachiger Fernsehsender. Er wurde in Luxemburg und Lothringen analog terrestrisch verbreitet. Der Sender wurde 1955 gegründet und ist der zweite Privatsender Europas. Der heutige Eigentümer ist zu 100 Prozent die Groupe Mediawan. 

## Geschichte
Die erste Ausstrahlung erfolgte am 23. Januar 1955 unter dem Namen Télé Luxembourg. Der Sender produzierte überregionale Sendeformate für Luxemburg, Lothringen und Belgien. Im Jahr 1982 benannte sich der Sender um und wurde zu RTL Télévision. Fünf Jahre später ging 1987 mit RTL TVI ein belgischer Fernsehsender an den Start. RTL Télévision war nun nur noch für Luxemburg und Lothringen zuständig. Vier Jahre später nahm 1991 mit RTL Hei Elei, dem heutigen RTL Télé Lëtzebuerg, erstmals ein Fernsehsender in luxemburgischer Sprache den Sendebetrieb auf. Im gleichen Jahr änderte RTL Télévision seinen Namen in RTL TV und wurde zum Regionalsender für Lothringen.
Zum 40-jährigen Jubiläum wurde der Sender 1995 erneut umbenannt und heißt seitdem RTL9. Im Jahr 1997 wurde RTL9 von der RTL Group als nicht mehr rentabel angesehen. Demnach wurden im Dezember 1997 fast alle Mitarbeiter entlassen und im März 1998 ein Anteil von 65 Prozent des Senders an die AB Groupe verkauft. Diese Einschätzung erwies sich als falsch. RTL9 war nach der Übernahme über eine lange Zeit hinweg das meistgesehene Pay-TV-Programm in Frankreich.
Im Jubiläumsjahr 2005 des 50-jährigen Bestehens erhielt RTL9 keine Lizenz für eine landesweite unverschlüsselte DVB-T-Verbreitung in Frankreich. Somit blieb RTL9 nur in Luxemburg und Lothringen frei empfangbar. Der analoge Sendebetrieb in Secam auf Kanal 21 wurde im Juni 2010 eingestellt. Auf dem gleichen Kanal sendete in digitaler Form (DVB-T) der Regionalsender für Lothringen Air-TV. Die Macher sind die gleichen, welche zuvor das Regionalprogramm von RTL 9 für Lothringen produziert hatten, Jean-Luc Bertrand und Maryleen Bergman. Produziert wird in Metz. Air TV stellte seinen Sendebetrieb im Dezember 2014 ein.
Im März 2017 übernahm die von Xavier Niel gegründete Groupe Mediawan den Mehrheitseigner AB Groupe. Im Juli 2017 übernahm Mediawan auch den Minderheitsanteil von 35 Prozent von der RTL Group und ist somit der alleinige Eigentümer von RTL9.

## Moderatoren
- Pierre Bellemare, von 2004 bis 2006
- Marylène Bergmann, seit September 2006
- Jean-Luc Bertrand, seit 1998 Programmdirektor
- Évelyne Thomas, von 2006 bis 2007
- Bernard Tapie, von 2003 bis 2004

## Sendeformate
- Puissance Catch, französische Version von RAW
- Explosif, französische Version von Explosiv – Das Magazin
- Stars boulevard, französische Version von Exclusiv – Das Starmagazin
- Ça va se savoir, Adaptation der amerikanischen Talkshows
- Le Renard, französische Version der Serie Der Alte
- Friends (Sitcom)